# Evert Taube
Evert Axel Taube ([ˈtoːb]?; født 12. marts 1890 i Göteborg, død 31. januar 1976 i Stockholm) var en svensk forfatter, komponist, lutspiller, digter, visesanger og livskunstner.

## Biografi
Taube var den fjerde af 12 søskende og voksede op på øen Vinga i Gøteborgs skærgård, hvor faderen var kaptajn og fyrmester. I 1904 flyttede familien til Göteborg. Evert Taube, der havde en turbulent ungdom i Göteborg, Malmö og Stockholm, tog som 17 årig på langfart.
Efter ophold i Stockholm og London var Taube 5 år i Argentina, hvor han bl.a. arbejdede ved bygning af vandingskanaler på pampassen og som tegner og journalist. I Argentina lærte Evert Taube at spille guitar og synge tangomelodier.
På grund af 1. verdenskrig vendte han hjem til Sverige og Stockholm i 1915. Han begyndte at skrive, male og komponere viser og optrådte offentligt. Med den eksotiske og sydlandske fremtoning, han havde tillagt sig i Argentina, blev han hurtigt et kendt ansigt i Stockholm.
Taube var journalist og havde ambitioner om at blive forfatter; han udgav i 1918 sin første bog, Inte precis om kvinnorna, en novellesamling med 17 fortællinger.
Men det var som visesanger og digter, Evert Taube blev bemærket og oplevede succes på Stockholms scener. I 1919 ramtes han af den spanske syge og kom en tid på sygehus. Senere samme år var Taube en tid i Skagen, hvor han skrev Sju sjömansvisor og Byssan Lull, der er blevet en af Sveriges mest kendte børnesange. Han gjorde her (nært) bekendtskab med Marie Krøyers datter.
Evert Taube rejste i Europa og begyndte at indspille sine viser på lakplader. De to første var Karl-Alfred og Fritjof Andersson. Han udgav også flere bøger og visesamlinger.
I 1924 stiftede han Riddarorden Pax Aurera, som blev en forløber til det senere Visans vänner. Året efter blev han gift med Astri Bergman (1898-1980). Da Taube i 1931 indspillede Calle Schewens vals, blev han hele Sveriges visesanger og kan se frem til en lang og glorværdig karriere.
Sammen med skibsreder Sven Sálen og Stockholms borgmester Gunnar Fant dannede Evert Taube i 1936 Samfundet Visans Vänner, hvis målsætning var at værne om den svenske visetradition og udvikle den som kunstart: "viser er ikke finkultur, men kultur når den er som finest".
Resten af livet er Taube en offentlig person i Sverige. Det bliver til tv-debut i 1955, og i 1964 har han sin første optræden på Gröna Lund i Stockholm.
Evert Taube var værdsat i Sverige som en af landets største visedigtere og regnes som nationalskjald som Carl Michael Bellman og Cornelis Vreeswijk. Han udgav flere bøger, men det er som visedigter, han er blevet svensk folkeeje: Byssan lull, Calle Schewens vals, Den 17:e balladen, Möte i monsunen, Sjösala vals og ikke mindst Änglamark.

## Evert Taubes udmærkelser
- Svenska Akademiens Bellmanspris, 1950
- Samfundet De Nios pris, 1960
- Illis quorum meruere labores av 12:e storleken, 1960 – (en kongelig medalje, indstiftet i 1784 af den svenske konge Gustaf III, og gives "Åt dem vilkas verksamhet gjort dem därav förtjänta", som begrundelsen lyder)
- Frödingstipendiet, 1961
- Æresdoktor i filosofi ved Göterborg Universitet, 1966
- medlem af Musikaliska Akademien, 1970

## Alter ego
To personer går igen i hans viser. De er begge hans alter ego: Fritiof Andersson er eventyreren, der har været til søs og arbejdet på pampassen i Argentina (findes i blandt andet sangen Fritiof och Carmencita). Rönnerdahl bor i Roslagen med kone og børn, og skriver lyriske viser om skærgården, havet og de mennesker, der lever deres liv i naturen.

## Viser
Evert Taube nåede at udgive mere end 50 bøger og visesamlinger og indspille næsten 200 viser.
Hans viser er blevet fortolket af flere andre visesangere – bl.a. af Cornelis Vreeswijk og Otto Brandenburg. Den svenske sanger og skuespiller Sven-Bertil Taube, der er søn af Evert og Astri Taube, har indspillet flere af Evert Taubes mest kendte viser.
Evert Taube døde den 31. januar 1976, 85 år gammel.

## Eksterne link og kildehenvisninger
- Wikimedia Commons har flere filer relateret til Evert Taube

1. ↑  Evert Taube på gravsted.dk

- Evert Taube på Allmusic
- Evert Taube på Discogs
- Evert Taube på MusicBrainz
- Evert Taube på Last.fm
- Evert Taube på SoundCloud
- Taubesällskapet Arkiveret 15. juni 2006 hos  Wayback Machine
- Evert Taubes hemsida (den uofficielle hjemmeside) Arkiveret 13. maj 2005 hos  Wayback Machine
- 199 visor och 1 dikt av Evert Taube Arkiveret 20. maj 2006 hos  Wayback Machine
- TaubeSpelen Arkiveret 7. april 2016 hos  Wayback Machine
- Vinga.net: Vinga – Porten till Göteborg och Västkusten Arkiveret 14. juni 2006 hos  Wayback Machine